# Juan María Solare
Juan María Solare (* 11. August 1966 in Buenos Aires) ist ein argentinischer Pianist und Komponist.

## Biografie

### Ausbildung
Solare studierte Klavier bei Maria Teresa Criscuolo, Komposition bei Fermina Casanova und Juan Carlos Zorzi und Dirigieren bei Mario Benzecry am Conservatorio Nacional de Música Carlos López Buchardo Das Studium absolvierte er mit dem Diplomabschluss, dem Konzertexamen. Es folgte ein Aufbaustudium von 1993 bis 1996 an der Kölner Musikhochschule bei Johannes Fritsch, Klarenz Barlow und Mauricio Kagel im Rahmen eines Stipendiums des Deutschen Akademischen Austauschdienstes.
Zwischen Oktober 1997 und Februar 1999 studierte er an der Stuttgarter Musikhochschule bei Helmut Lachenmann. Anschließend studierte er bis 2001 elektronische Musik bei Hans Ulrich Humpert (Musikhochschule Köln) mit künstlerischer Reifeprüfung. 2007 legte er das Konzertexamen in elektronischer Komposition an der Kölner Musikhochschule ab. Er nahm regelmäßig an Kursen bei Karlheinz Stockhausen in Kürten teil.
Im April 2005 legte er seine Licenciatura im Instituto Universitario del Arte (IUNA) bei dem Komponisten Roque de Pedro in Buenos Aires ab.
Zurzeit (2009) arbeitet er an seiner Doktorarbeit in Musikerziehung an der Universidad Complutense de Madrid. Derzeit (2009) lebt Solare in Deutschland, hauptsächlich in Köln und Bremen. Solare ist ein begeisterter Schachspieler.

### Lehrtätigkeit
Von 1986 bis 1993 hatte Solare den Lehrstuhl für Harmonielehre, Formenlehre und Kammermusik am Konservatorium Tandil in Argentinien inne. Seit Januar 2002 unterrichtet er Klavier an der Hochschule für Künste Bremen und seit September 2002 leitet er das Orquesta no Típica, eine der Tangomusik gewidmete Kammermusikgruppe, an der Universität Bremen. Seit Oktober 2007 leitet er das Ensemble Kagel für Neues Musiktheater an der Universität Bremen. Zwischen 2007 und 2008 hatte er eine Gastprofessur für Musikerziehung an der Universidad Complutense de Madrid inne. Seit November 2009 unterrichtet Solare an der Hochschule für Künste Bremen Komposition und Arrangementlehre für die Schulpraxis.
Solare gibt Kurse und hält Vorträge über zeitgenössische Musik, zum Beispiel im SEAD, Salzburg Experimental Academy of Dance, im Institut für Neue Musik und Musikerziehung in Darmstadt, im Ateneo in Madrid oder in der Université permanente Nantes, Texas A&M University (College Station, Texas).

## Artikel
Solare war publizistisch tätig, sowohl für Zeitschriften wie Doce Notas und ABC in Madrid, Pauta und L'Orfeo in Mexiko und La Sibila in Sevilla, Tempo in London, MusikTexte und KunstMusik in Köln, als auch für den Rundfunk, namentlich für den SWR und fünf Jahre lang für die Deutsche Welle.

## Preise und Auszeichnungen
Solare war von August 1993 bis Dezember 1994 Stipendiat des DAAD. Von Juli 1998 bis Juni 1999 war er Stipendiat der Heinrich-Strobel-Stiftung in Baden-Baden. Von Juni 2001 bis Mai 2002 hatte er ein Stipendium der Künstlerhäuser Worpswede. Solare erhielt Preise und Auszeichnungen in Argentinien (Promociones Musicales 1990, Fondo Nacional de las Artes 1996, Tribuna Argentina de Compositores 1999, Tribuna Argentina de Música Electroacústica 2002, Federación Argentina de Música Electroacústica 2005), Großbritannien (British & International Bass Forum 1999, Rarescale/Royal College of Music 2004), Österreich (Yage und Aspekte Salzburg 2000), Spanien (Radio Clásica-CDMC 2004) und Deutschland (Viola-Stiftung Walter Witte 2001, Bremer Komponistenwettbewerb 2004).
Als Pianist erhielt Solare Auszeichnungen in den folgenden Wettbewerben:
- Concurso para Jóvenes Pianistas „Cincuentenario de la Fundación Educacional Jrimián“ des armenischen Kulturvereins in Lanús (Buenos Aires) im November 1980.
- Als Mitglied des Improvisationsensembles Die Kugel, 2. Preis beim 6. Internationaler Wettbewerb für junge Kultur 2000 im Saal Heinersdorff Pianohaus (Steinway-Haus) Düsseldorf, im Rahmen des Festivals „Düsseldorfer Altstadt Herbst“ (SEP 2000).

## Œuvre
Solare hat rund 300 Werke komponiert, davon gelangte mehr als die Hälfte zur Uraufführung. Neben Bühnen- und Orchesterwerken sowie Kammermusik schrieb er auch für Soloinstrumente und elektroakustische Musik. Seine Kompositionen werden regelmäßig im Rundfunk übertragen, namentlich von den Sendern Radio Nacional de España, Deutsche Welle, Radio Bremen, Radio Fabrik Salzburg, ORF Kunstradio Österreich, Radio Universitaria São Paulo, Rundfunk Berlin-Brandenburg, Westdeutscher Rundfunk, Bayerischer Rundfunk. Von Solare stammt auch der Begriff „Sonoclip“ als kurzes Stück (in der Regel unter 60 Sekunden) für Tonband und vor allem der Begriff „Dekonstruierter Tango“.
Solare schrieb ebenfalls Musik für Kurzfilme und für Internet-Animationen, insbesondere für movies der katalanischen Künstlerin Nuria Juncosa.
Seine Werke werden in Deutschland durch den Verlag Dohr, Ricordi, Peermusic Forton Music und Edition Tre Fontane verlegt.
→ Siehe Liste der Kompositionen von Juan María Solare

### Musik für Kurzfilme
- Desde la ventana (Vor dem Fenster), autobiographisches Dokumentarfilm des kolumbianischen Regisseurs Santiago Herrera Gómez, Köln 1996.
- Mesa para dos (Tisch für zwei) von Medardo Amor und Angel Almazán, Madrid 2003.
- Elektroakustische Musik für den experimentellen Kurzfilm Bipolar des deutschen Regisseurs Axel Largo, Bonn 2006.
- Musik für den stummen wissenschaftlichen Film Verformung von Metallkristallen von 1951 (Signatur C 611 vom IWF, Institut für Film und Bild in Wissenschaft und Unterricht, Abteilung Hochschule und Forschung, Göttingen) von Günter Wassermann. Premiere: Metropolis Kino, Hamburg 2007.
- Corazón en sombras (Herz in Schatten) von Medardo Amor und Angel Almazán, Madrid 2007.
- ZIMA von Katarina Stankovich, Köln 2011.
- They go von Alban Low, Bremen 2014
- Turning inevitavly von Alban Low, Bremen 2015
- One of these Dice für das Projekt NOSE 2015 von Alban Low, Bremen 2015

### Kompositionsaufträge
- Im September 1995 erhielt er einen Kompositionsauftrag der Deutschen Welle: Musik für das Hörspiel Atzomolco.
- 2002 erhielt er einen Kompositionsauftrag vom CDMC (Centro para la Difusión de la Música Contemporánea, Madrid): Anamnesis für Septett.
- 2003 Kompositionsauftrag der Kunststiftung Nordrhein-Westfalen: (EL ES – Ein Trio in fünf Sätzen).
- 2004 Kompositionsauftrag vom CDMC in Madrid (SUBTE - ein orphisches Soundscape), elektronische Musik für Rundfunk.
- 2004 Kompositionsauftrag vom Landesmusikrat Bremen (Kammerkonzert für Ensemble).
- 2011 von der Tanzcompagnie Passages Sauvages und Eva Espoleta, Genf (Ehrlichkeit für Violine und Klavier).
- 2015 Kompositionsauftrag von der Universität Bremen (finanziert von der Karin und Uwe Stiftung) (Caissas Gedächtnis für Chor und Klavier)
- 2015 Kompositionsauftrag der Fundación Encuentros Internacionales de Música, Buenos Aires (Verchim Oror für Mezzosopran und Instrumentalquintett)
- 2016 Anfrage des Vereins Freunde der Querflöte e. V., Frankfurt (Auswandern für Flötenquartett)
- 2021 Kompositionsauftrag vom Netzwerk Klangpol (Fernbegegnung für freie Besetzung)
- 2021 Arbeitsstipendium vom Senat für Kultur Bremen: Klavierkonzert und neues Werk für das el Ensemble New Babylon.

### Aufnahmen
- Panorama de la música argentina (compositores nacidos entre 1965-1969). Fondo Nacional de las Artes. IRCO 318 (mit drei der Siete Monedas für Flöte, Viola und Cello).
- Pifferari - Werke für Flöte und Klarinette, 2001. Regine Kuhn (Flöte) und Heidi Voss (Klarinette); Edition Voss (Wiesbaden) (Beinhaltet die Suite Modal)
- 60x60: 2003 (verschiedene Komponisten). Capstone Records CPS-8744 (released 2004). Beinhaltet Nice Noise (track 54).
- Concierto Tango, 2005, Pretal PRCD 127. Natalia González (Klavier) mit Mozartango
- Tango Nómade, 2006. Eduardo Kohan (Tenorsaxophon) & Juan María Solare (Klavier) (mit Tengo un tango, Sale con fritas, Tango en ciernes, Octango & Nómade aus Sonatango) (siehe )
- Thelema, 2006. Thelema Trio: Marco Mazzini (Klarinette), Peter Verdonck (Saxophon) und Ward De Vleeschhouwer (Klavier). (Mit Hypnosis (in another room))
- Los compositores académicos argentinos y el tango II (1879-2007), 2007. Mariana Levitin (Cello) & Guillermo Carro (Klavier). Pretal PRCD 138 (mit Nómade aus Sonatango in Werkfassung für Cello und Klavier).
- Parajes, 2009. Silvia Dabul (Klavier) & Víctor Torres (Bariton). Label IRCO 1263 (SKU: 7147) (mit Vacío Blanco).
- Tango Monologues, 2010. Juan María Solare (Klavier). (Beinhaltet 12 Kompositionen von Solare: Pasaje Seaver, Valsarín, Tengo un tango, Para Lisa, Milonga fría, Atonalgotán, Fragmentango, Akemilonga, Liebergmilonga, Talismán, Furor und Reencuentro.)
- Argentine Cello, 2011. Zoe Knighton (cello) & Amir Farid (piano). Move Records (Australia), MD 3347. (Beinhaltet Tengo un tango, Nómade -aus Sonatango- und Talismán).
- Tango Music Award 2011, 2011. Cafe Tango Orchestra. Cafe Tango Productions, Stuttgart 2011. Beinhaltet Barro sublevado (Track 15).
- Ideas y emociones, 2012. Label Fonocal, Produktor: Saúl Cosentino. Beinhaltet Reencuentro, aufgenommen von Leandro Suárez Paz (Geige) + Juan María Solare (Klavier). (Track 15).
- Pasión argentina (tango & chamber music), 2013. Label Ultramar Music Argentina. Ultramar ensemble: Paula Gasparini (Flöte), Tamara Moser (Klavier) und Pablo Pizarro (Cello). Beinhaltet Tengo un tango (Track 2) in Werkfassung für Flöte, Cello und Klavier.

## Pianist
Als Pianist hat sein Repertoire vier Schwerpunkte: Klassische Musik der Jahrhundertwende (Liszt, Skrjabin), Musik unserer Zeit (John Cage, Arnold Schönberg, Morton Feldman), argentinische Komponisten (inklusive Tango) und eigene Werke – als Solist wie in diversen kammermusikalischen Besetzungen, wie insbesondere
- Tango Nomade (mit dem Saxophonisten Eduardo Kohan, siehe )
- Duo Tangente mit dem Geiger Gert Gondosch der Bremer Philharmoniker.

Seine erste professionelle Aufnahme als Pianist erfolgte Juli 2006 in Genf: Zusammen mit dem Saxophonisten Eduardo Kohan hat er die CD Tango Nómade eingespielt. Anfang 2010 kam seine Solo-CD Tango Monologues mit traditioneller sowie experimenteller Tangomusik.

## Dirigent
- 2002 – Gegenwart: Leiter des Orquesta No Típica an der Universität Bremen
- 2012 – 2014: Leiter des Jacobs Chamber Orchestra an der Jacobs University Bremen
- 2013 – Gegenwart: Dirigent des symphonischen Orchesters der Bremer OrchesterGemeinschaft

## Gewidmete Kompositionen
- Para la mano derecha [Für die rechte Hand], das letzte Klavierstück von Pedro Sáenz, 1992.
- Rosales olorosos, elektroakustisches Stück von Gabriel Pareyón Morales nach einem Text von G. Ropenay, 2002.
- Un marzo triste, Klavierstück von Saúl Cosentino, 2003.
- Lo que se fue, Kammertango von Jorge Pítari, 2005.
- Tres minitangos für Klavier von Jorge Pítari, 2006.
- Solare-Tango, Kammertango von Luis Mihovilcevic, 2007.
- El canto nocturnal de los caracoles für Klavier von Luis Mihovilcevic, 2005.
- Meditativo für Klavier von Juliane Dehning, 2008.
- Amanecer en la terrible Buenos Aires, Milonga für Klavier von Claudio Maldonado, 2009.
- Contemplación, Klavierstück von Saúl Cosentino, 2009.
- Wintergesang für Cello und Klavier von Juliane Dehning, 2009.
- Milonga meets Malambo, Werk für Cello und Klavier von Juan Manuel Abras, 2011.
- Daydreams of Gardel on the Orbits of Saturn für Klavier Solo von Rodrigo Baggio, 2012.
- Tango-lá für Klavier Solo von Micky Landau, 2012.
- Y se alejó por el camino de los cipreses für Klavier Solo von Luis Menacho, 2012.
- Pussycat Tango für Klavier Solo von Kelly M. Curran, 2012.
- Algo neto für Klavier Solo von Valentín Pelisch, 2012.
- Tango Triste für Klavier Solo von Leonard Mark Lewis, 2012.
- Tango del Minuto für Klavier Solo von José Hernán Civils, 2012.
- Expulsado de la Milonga für Klavier Solo von Douglas DaSilva, 2012.
- Sin-Con Ciencia für Klavier Solo von Moxi Beidenegl, 2012.
- tango sostenido für Klavier Solo von Jon Aveyard, 2012.
- Napoleon's Tango für Klavier Solo von Daniel Arnold, 2012.
- Today and Tomorrow für Klavier Solo von Bob Siebert, 2012.
- Bild Beständigkeit des Nebels, von walkala (Luis Alfredo Duarte Herrera), Salzburg 2007. 100 cm × 150 cm, Acryl auf Leinwand.